# 蒙哥一家的故事
《蒙哥一家的故事》（英語：Meerkat Manor: The Story Begins）是探索频道和牛津科学影业制作的2008年电视电影，是动物星球频道《蒙哥家族》系列的前传。本片属剧本纪录片，由琥碧·戈柏解说，从名叫“花朵”的狐獴出生开始详细介绍它如何成长为“感觉毛”家族的族长。剧本根据喀拉哈里狐獴计划的研究笔记创作，用野生狐獴代指各角色。电影在南非北開普省取景，拍摄周期超过两年，聘请人员数量远超《蒙哥家族》系列。部分镜头在英国野生动物园取景，还有些是利用特殊拍摄技巧或受过训练的动物摄制。
电影全长75分钟，经2008年翠贝卡电影节首映，再于同年5月25日在动物星球频道播出。评论文章称赞本片的摄影、剧情深度及情感表现，在直面“野外生存残酷现实”的同时依然给予观众“迷人的旅程”，但批评影片与电视剧相比缺乏新内容。也有评论指出电影虽有部分细节同现实不符，但并不影响整体质量，戈柏的解说同样赢得赞誉。

## 剧情
2000年3月15日，狐獴“花朵”（Flower）在喀拉哈里沙漠出生，它的母亲“冬青”（Holly）是狐獴家族“感觉毛”（Whiskers）的首领。“感觉毛”遭到敌对家族“拉祖利”（Lazuli）袭击，只能背井离乡。花朵一岁时，冬青被老鹰所杀，父亲为寻找新伴侣抛弃感觉毛。花朵的姐姐维亚莱（Viale）成为族长，然后选择拉祖利家族性格放荡不羁的约萨里安（Youssarian）为伴。花朵选择的伴侣是约萨里安的哥哥扎福德（Zaphod），但产下的幼惠被姐姐杀害，花朵也被暂时逐出感觉毛，过一段时间才能回去。面对饥饿和干旱，维亚莱试图带领家族过马路寻找草料，但就在路上被卡车撞死，而且祸不单行，其他成员又遇上蛇，此时花朵挺身而出带领大家把蛇赶跑，由此成为新族长。扎福德也赶来与花朵为伴，约萨里安让位并离去。花朵带领家族返回故土，经过决战击退拉祖利。电影结束时，荧光屏上出现文字说明，称花朵在《蒙哥家族》第三季去世，留下多个后代。

## 制作
《蒙哥家族》（Meerkat Manor）系列纪录片面世后获得高度评价，牛津科学影业（Oxford Scientific Films）和探索频道于是为节目主角、名叫“花朵”的狐獴拍摄传记前传。《蒙哥家族》主创人卡罗琳·霍金斯（Caroline Hawkins）根据喀拉哈里狐獴计划（Kalahari Meerkat Project）首席研究员蒂姆·克尔顿-布洛克（Tim Clutton-Brock）等人的研究笔记创作剧本，据她所言，牛津科学影业认为《蒙哥一家的故事》面世后将成为史上首部自然史前传。电影由克里斯·巴克（Chris Barker）和麦克·斯利（Mike Slee）执导，《蒙哥家族》粉丝、美国女演员琥碧·戈柏为纪录片解说。
拍摄电视系列剧时，每集的摄制人员通常只有两到三人，避免打扰狐獴，但这样的手法在电影上行不通。影片在有许多狐獴生活的库鲁曼河保护区（Kuruman River Reserve）取景，喀拉哈里狐獴计划也以此为基地，剧组人员数量远超《蒙哥家族》系列。与电视剧相比，本片不是纯粹的纪录片，没有采用喀拉哈里狐獴计划拍摄的镜头，而是用野生动物“演员”代表花朵及其家族，其中扮演花朵的雌狐獴约有八只。摄制组为每个镜头寻找年龄合适的狐獴，然后持续拍摄，直到获得剧本需要的素材为止。
虽然大部分狐獴都已习惯，但摄影师行动期间还是要非常小心，以免吓到这些小动物。追踪狐獴群体期间，剧组人员采用无线电联络。库鲁曼河保护区通常禁止飞机低空飞行，但剧组还是获许在前后三天时间内使用低空直升机拍摄，直升机正面下方装有不会受到震动干扰的新型摄影机。片中狐獴产崽的镜头是在英国科茨沃尔德野生动物园（Cotswold Wildlife Park）摄制。
《蒙哥家族》曾出现狐獴死亡的镜头，激起动物星球频道观众强烈反弹。为此，几位制片人不得不反复思量是否把狐獴被蛇咬死的镜头放进电影。他们难以确定观众是否能理解狐獴是野生动物，人类干扰会破坏动物的自然生命循环。此外，为避免干扰喀拉哈里狐獴计划的研究工作，剧组只能在研究区域内拍摄并遵守严格规定，不得干预狐獴生活。几位制片人最终达成一致，决定纳入狐獴死亡的部分，但垂死呼救的镜头被删，其他狐獴死亡镜头都是已有片段的重演。为拍摄维亚莱被撞死的场景，剧组在卡车侧面平台上安装摄像头。罗宾·史密斯（Robin Smith）是电影和电视系列剧的主摄影师，他亲自抓稳摄影机并把身体部分挂靠在卡车上，拍出卡车压过狐獴的镜头效果。拍摄老鹰及蛇的镜头期间，剧组还聘请职业牧马人，确保狐獴不会因人为因素陷入危险。
2007年，现实生活中的狐獴花朵被蛇咬死，此时电影和《蒙哥家族》第三季尚在拍摄。据执行制片人米克·卡佐洛夫斯基透露，花朵的死导致电影需要比原计划更“宏大”的结局，所以在影片结束时加入说明。

## 发行
2008年4月30日，《蒙哥一家的故事》在翠贝卡电影节聚光灯单元首映，后于5月25日在美国动物星球频道首播，随后还有30分钟的《蒙哥一家的故事制作》（Making of Meerkat Manor: The Story Begins）特别节目。电影在法国2008年迪纳德英语电影节放映，片名改为《狐獴》（The Meerkats），还于同年10月18至24日在布里斯托尔地球乐园自然影展播映。
2008年6月3日，本片的一区在北美洲面世，花絮中有制作特辑。还有另一段花絮《蒙哥家族的科学》 ，观众能够从中了解喀拉哈里狐獴计划研究人员如何与狐獴一起工作。电影的二区于2009年11月2日在英国发售。

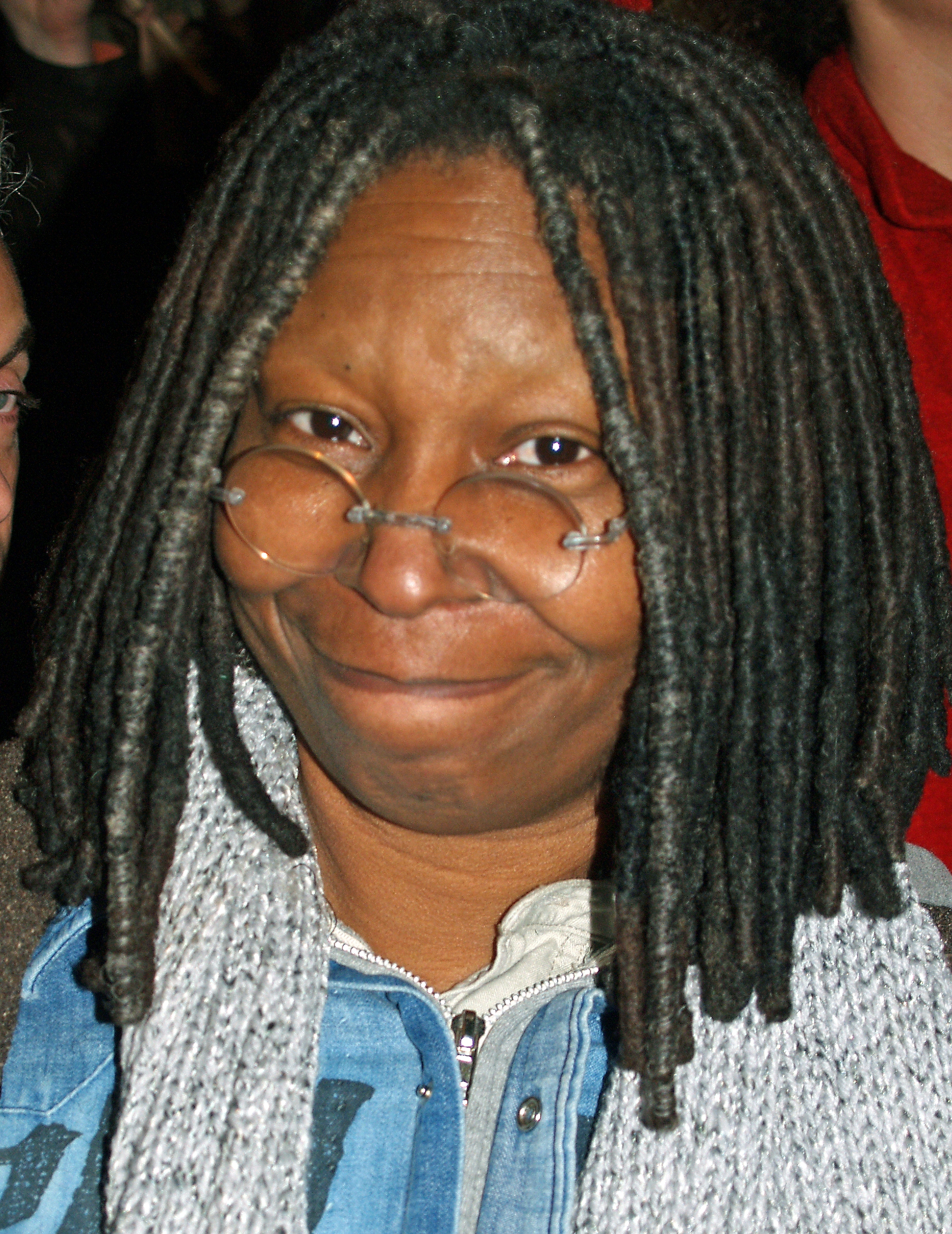
乌比·戈德堡（摄于2008年）在本片中的解说赢得赞誉

## 反响
2009年，《蒙哥一家的故事》获美国音效工会奖“原创节目音效杰出成就奖”提名，但最终不敌音乐纪录片《捣碎南瓜：如果一切都是误入歧途》（If All Goes Wrong）。罗尼·舍布（Ronnie Scheib）在《综艺》杂志发文指出，与《蒙哥家族》相比，观众并不能从《蒙哥一家的故事》获得任何新内容，整部电影就像由已播映的电视剧“重新剪辑、重新配乐、重新解说”而成。在他看来，戈柏的解说虽然比大部分同类纪录片强，但“过上一会儿就会有些相形见拙”。舍布对本片的摄影、剧情深度，以及狐獴群体生活描绘的品质感到满意，觉得小动物的动作“惊喜不断”，而且片中对实际情节的精简和修饰没有扭曲现实。喀拉哈里狐獴计划之友是喀拉哈里狐獴计划的赞助团体，该组织认为本片“向花朵致敬的方式令人动容”，无论“狐獴、风景还是其他野生动物的镜头都很惊艳”。虽然片中部分细节同现实不符，但这完全不必深究，电影依然令人享受。常识媒体（Common Sense Media）评论家艾米丽·阿什比（Emily Ashby）认为，无论是电视系列剧的粉丝，还是初来乍到的新观众，在欣赏本片期间都没有什么问题。她非常欣赏电影的剧情深度及情感表现，在直面“野外生存残酷现实”的同时依然给予观众“迷人的旅程”。